# 陈贵州
陈贵州（1945年—），台湾花莲人，中华人民共和国政治人物，中华全国台湾同胞联谊会原副会长，第七、八、九届全国人大代表，第十届全国政协委员。